# Рај музика
Рај (арап. راي, фр. Raï) представља жанр алжирске популарне музике која се појавила двадесетих година прошлог века у граду Орану и његовој околини као засебан музички стил. Представља својеврсну фузију традиционалне арапске и берберске народне музике са једне и разних француских, шпанских и афричких музичких елемената са друге стране. Појавила се као одраз бунта међу млађом популацијом и сиромашним слојевима друштва и као одраз њихових тежњи ка модернизацији традиционалних исламских вредности и друштвених норми. Регионални, секуларни и религиозни бубњеви, мелодије и инструменти упарени су са модерним инструментима са запада. Касних осамдесетих година рај музика је постала једним од најпопуларнијих светских музичких жанрова. Извођачи ове музике обично се називају шеб или шабаб (арап. شاب; у дословном преводу млад), док је име самог музичког правца изведено од из алжирског арапског и у дословном преводу означава мишљење или савет.

## Историјат
У почетку је рај музика представљала хибридну мешавину традиционалних сеоских мелодија и музике француских кабареа и била је намењена свим оним потлаченим и пониженим слојевима алжирског друштва, од радника у фабрикама и на плантажама, до сељака којима су европски досељеници отимали земљу. Почетком тридесетих година рај песме су се бавиле углавном социјалним проблемима алжирског становништва, епидемијама, прогонима и свеопштим сиромаштвом, али су доста заступљене биле и песме лирске тематике које су говориле о вину, љубави, неверствима. Од самог настанка жене су играле значајну улогу у рај музици, што се косило са строгим исламским законима и правилима. За разлику од других музичких жанрова карактеристичних за Алжир, саставни део рај музике су били плес и игра, који су до изражаја нарочито долазили у родно мешовитим околинама. Како је град Оран, у ком је настала рај музика, био етнички и културолошки веома хетероген, сви ти утицају стапали су се у једно и мењали и обогаћивали рај музику. Тако су неки традиционални инструменти попут дарбуке и рога замењени клавиром, хармоником и виолинама.
Са стицањем независности Алжира током 1960.их година рај музика значајније добија на популарности и поприма карактер мејнстрима широм државе, а у наредном периоду све више различитих музичких утицаја обликује нове облике рај музике (као на пример јамајкански реге или јужноевропске шансоне). Увођењем инструмената као што су електричне гитаре, бубњеви, трубе и синтесајзери развија се нови поджанр рај музике, поп рај и у том периоду устаљују се називи шеб и шаба за извођаче модерног рај звука. Зачетником савременог рај звука сматра се Рашид Баба Ахмед. Током седамдесетих и осамдесетих година организују се бројни фестивали широм земље, а рај музика доживљава свој врхунац популарности.
Иако су локалне власти у једном периоду чиниле све да забране ову врсту музике, превасходно због сувише слободних текстова у којима се помиње алкохол и пева о класичном потрошачком друштву, а што је било у супротности са традиционалним исламских учењима, рај музика доживљава процват изван Алжира, посебно у Француској где је постојала јака северноафричка арапска имигрантска струја. Државне власти током осамдесетих и деведесетих укидају забрану за реј музичаре, али су сви текстови морали бити у складу са тадашњим друштвеним нормама и нису се смели помињати социјални проблеми и критике државе и друштва. Многи рај извођачи су у том периоду деловали ван Алжира, а они који се нису повиновали државним законима неретко су добијали претње смрћу од стране локалних исламистичких покрета. Шеб Хасни и Рашид Баба Ахмед су због својих песама убијени од стране милитаната током 1994, односно 1995. године, док је један део извођача попут Шеба Мамија и Шабе Фаделе напустио земљу и емигрирао у Француску. Исламистички покрети у земљи су инсистирали на забрањивању ове врсте музике сматрајући да лоше утиче на омладину јер промовише либералне погледе на свет, алкохолизам, сексуалност и конзумеризам.
Први рај музичар који је постигао значајнији међународни успех био је Шеб Халед чији је студијски албум Kutché из 1988. достигао вишеструки платинасти тираж на европском тржишту. Током осамдесетих година значајнији међународни супех остварили су и Хуари Беншене, Рајна Рај и Шеб Мами. Међу савременим извођачима овог жанра истичу се Рашид Таха и Фаудел.
- Шеб Халед
- Фаудел
- Постер групе Рајна Рај
- Шеб Мами
- Шејха Рабија